# 長塚節
長塚節（日语：／ Nagatsuka Takashi */?，1879年4月3日—1915年2月8日），日本歌人，小说家。出生於茨城縣，中學時因身體欠佳而輟學，在養病期間開始接觸短歌，並深受正岡子規的《致歌人书》的影響，於1900年拜後者为師。他吸收了子規的抒情風格，被認為是子規短歌的正統繼承者，其诗歌收录於《長塚節歌集》中，代表性小说则有《土》等。

## 生平
長塚節于明治12年（1879年）4月3日生于茨城县岡田郡国生村，他是富农长塚源次郎的长子，明治16年（1883年）4月，他进入家乡的国生小学校就读，明治22年（1889年）4月，转往真壁郡下妻町的真壁第二高等小學校就读，期间寄住在真壁郡的外祖母家中。明治26年（1893年），他以优异成绩考入茨城中学校，但后因神经衰弱回乡休养，在家自行学习短歌创作，后来，他开始向《新小说》杂志投稿自己创作的短歌，开启了创作生涯，他的作品也时常获得落合直文、佐佐木信纲等评论家的肯定，与此同时，他读到了同为歌人正冈子规的《致歌人书》，深为所动的他决定拜正冈子规为师:98。
1900年，21岁的長塚節参加了短歌社团根岸会，亦與伊藤左千夫、岡麓等人一道，成为《阿羅羅木》杂志（即日后的《馬醉木》杂志）的编者之一，不断创作短歌，同时致力于古典文学作品《万叶集》和神乐、催马乐等的研究:98:4。长塚节1905年发表《关于写实歌》等歌论，主张自然写实，却遭到主张情感表达的伊藤左千夫的反驳，于是演化成主情和主实歌论间的论战，尽管如此，两个人仍然维持着友好的关系。
在创作短歌同时，長塚節也开始创作小说作品，1907年发表第一篇小说《掘山芋》，此后又创作了《开业医生》、《教师》、《邻居的客人》等短篇小说，1910年起在《东京朝日新闻》上连载长篇小说《土》，标志着他小说创作的成熟。夏目漱石也曾为小说作序，称小说真实描写了“和蛆虫同样可怜的百姓的生活”:99-100。明治44年（1911年），他因喉结核病重入院，之后便长期出入医院直到逝世，其写作重心再度转向短歌，尽管如此，他并没有放弃定期长途旅行的习惯，這为他捕捉创作灵感提供了机会:9-10，在此期间，他创作了《我的病》、《病中杂咏》及《如鍼》等短歌集，大正4年（1915年）2月8日，客居九州島的長塚節因病情加重不治，时年35岁，安葬于家乡茨城县的国生公共墓地:99:11-12。其家乡茨城县常总市设有以他命名的長塚節文学奖，以向他致敬。

## 作品
19世纪后期，正冈子规在《日本報》连载了自己的《致歌人书》，批评《古今和歌集》作品玩弄文字技巧，过度重视形式，而支持创作如《万葉集》作品一样客观描写、反映现实、简洁纯粹的诗歌，主张革新短歌，发起了写生文运动，受其影响的長塚節也加入了正冈子规组建的根岸会，其日后创作也深受写生文影响。正冈子规逝世后，長塚節亦坚持正冈子规的写实主义的方向，並因此被誉为“子规诗风的真正继承者”。而長塚節在接触正冈子规前的创作则具有香川景樹“桂园派”诗歌的特点:230-232。
自1892年至1915年逝世，長塚節共创作短歌近2,000首:227，均收录於《長塚節歌集》中，其中《如鍼》具有一定代表性，反映了作者孤独寂寥的心境，以及思念父母、友人、家乡的章句:99。除短歌外，長塚節亦以小说著称，代表作为长篇小说《土》，其以佃农勘次入赘卯平家的诸经历，详尽地描写了明治末期的日本农村及农民的现实生活，亦描绘了在地的田园风景，实则反映了封建制度下农民贫穷、痛苦、绝望的生活，是近现代日本农民文学的代表作之一:96-100。